# Jacobaea andrzejowskyi
Jacobaea andrzejowskyi là một loài thực vật có hoa trong họ Cúc. Loài này được (Tzvelev) B.Nord. & Greuter mô tả khoa học đầu tiên năm 2006.